# 김제내아
김제내아(金堤內衙)는 대한민국 전북특별자치도 김제시에 있는 조선시대의 건축물이다. 1974년 9월 27일 전라북도의 유형문화재 제61호로 지정되었다.

## 개요
관리의 가족들이 생활하던 관아건물로 동헌이 고을의 공무를 수행하는 곳인데 반해, 내아는 살림집이다.
조선 현종 8년(1667)에 동헌과 함께 지어진 것으로 보이며, 원래는 지금 남아 있는 ㄷ자형의 안채 이외에도 부속건물들이 있었을 것으로 판단된다.
전체적으로 간결한 모습이며 동헌과 함께 남아있는 내아로서는 유일한 것으로, 조선시대 일반적인 중·상류 계층의 주택 모습을 잘 보여준다.

## 같이 보기
- 김제동헌

## 참고 자료
- 김제내아 - 국가유산청 국가유산포털